# Ho Kan
Ho Kan (en chino, 霍剛; n. 23 de julio de 1932 en Nankín) también llamado con el nombre real Huo Hsueh-Kang, es un artista contemporáneo plástico chino conocido por sus numerosos trabajos y exposiciones sobre el arte contemporáneo, y ser el fundador de “Ton Fan Group” en Taipéi.
Las exploraciones artísticas de Ho Kan y Hsiao Chin son evoluciones y transformaciones dentro de la filosofía oriental y la estética occidental que superan perfectamente la capacidad de sintetizar la pintura china moderna y las tendencias artísticas internacionales.

## Vida
Ho-Kan es un artista chino cuyo papel ha sido predominante en la evolución de la pintura china hacia la abstracción. Ho Kan jugó un papel importante en el desarrollo de la historia del arte chino del siglo XX. Con otros artistas contemporáneos, como Hsiao Chin, Li Yuan-chia, Wu Haou entre otros fundó uno de los primeros movimientos artísticos abstractos en China “Ton Fan Group”.
El arte chino tradicional se recuperó algo después de la muerte de Stalin en 1953, y especialmente después de la "Campaña de las Cien Flores" de 1956-57. A diferencia de las tendencias estilísticas con autorización oficial, no pudieron establecerse artistas alternativos que en momentos en que las fases más intensas represión y la censura del estado alternadas con otras de mayor liberalidad. Después de la supresión de la campaña del centenar de flores y especialmente después de la Revolución Cultural, el arte chino había caído en hibernación. Después de las reformas de Deng'schen de alrededor de 1979, hubo un punto de inflexión. Algunos artistas podrían ir a Europa con fines de estudio; también se toleraron exposiciones sobre el arte occidental contemporáneo, así como la publicación de la exigente reseña "Review of Foreign Art". Durante este período, Kan Ho vivió en Taiwán y Europa, siguiendo los desarrollos de diversos movimientos de arte moderno, y acumuló un cuerpo rico e impresionante, reafirmando el arte contemporáneo chino en todo el mundo.
Ho Kan decide emprender un viaje a Europa donde continuara su formación como artista; su primera parada de muchas es Italia, así pues su obra sufre una gran evolución junto a su persona gracias a las experiencias vividas a lo largo de estos años.

## Mercado del arte
En una subasta de Sotheby's en Hong Kong en 2021, Composición abstracta 抽象構圖 (1967) de Ho-Kan, un óleo sobre lienzo, se vendió por 149 974 euros más los honorarios de la subasta. Sus obras más preciadas y buscadas representan círculos, especialmente en amarillo.

## Obra
Sus pinturas son una representación del idealismo del Neo-Taoísmo; una representación abstracta y constructivista que no sigue únicamente una técnica colorista sino que incluye el estilo clásico tipográfico chino, con el fin de crear una atmósfera Zen y de recordar los orígenes de sus raíces culturales.
Las obras de Ho Kan están presentes en varios museos en todo el mundo.
- Museo de Bellas Artes de Taipéi, Taipéi, Taiwán
- Museo Nacional de Bellas Artes de Taiwán, Taichung, Taiwán
- Museo de Arte Moderno y Contemporáneo de Barcelona, España
- Arte en Skopje, Eslovenia
- Museo de Historia de Taipéi, Taiwán

Actualmente la mayoría de sus trabajos artísticos se encuentran en “National Museum of History” en Taipéi, Taiwán, donde tiene expuesta su obra permanente. 
Ho Kan con Hsiao Chin explora continuamente y descubre el carácter de la vida a través del lenguaje de la pintura, una pintura llena de sentimientos e ideales orientales que determinan su pasión por la creación.

## Arte conceptual
Sus obras se centran en el vacío, que no es el primer protagonista, una superficie de color uniforme, estirada como la seda, que comunica una sensación de silencio, y en esta superficie salen a la luz algunos signos.
Ho Kan utiliza signos geométricos, pinta su idea de la vida, siendo para él la aparición repentina de una voz individual en la continuidad del universo.
Así Ho Kan representa en sus obras la inexplicable relación entre el uno y el todo, entre la parte y el interior.

### Catálogos
- Michael Sullivan. Moderne chinese artists, a biographical dictionary. University of California Press. 2006. ISBN 978-0-520-24449-8
- The Modernist Wave. Taiwan Art in the 1950s and 1960s. National Taiwan Museum of Fine Arts. 2011. ISBN 978-986-02-8859-9
- Reverberations, Ho Kan, Paperback. Publisher. TFAM. Taipei Fine Arts Museum. 2017. ISSN 978-986-05-1543-5